# Walter Alich
Walter Arthur Alich (* 20. April 1955; † 11. September 2024) war ein deutscher Schauspieler und Synchronsprecher sowie Hörspielsprecher. Größere Bekanntheit erreichte er vor allem als Stimme der Disney-Figur Goofy, die er von 1987 bis 2021 in sämtlichen Disney-Filmen, Serien und anderen Ablegern sprach.

## Werdegang
Alich besuchte in den 1970er Jahren ein Gymnasium und machte sich dort durch gute Leistungen einen Namen. Nach seinem Studium trieb es ihn an eine Schauspielschule, wo er eine Leidenschaft für die Kunst entwickelte und verfeinerte. Es folgten schließlich zahlreiche erfolgreiche Engagements im Film- und Fernsehbereich, auf denen er sein künstlerisches Können auf der Bühne beweisen konnte.
Bekanntheit erreichte Alich jedoch in erster Linie durch sein Wirken als Synchronsprecher. Alich war seit Mitte der 1980er Jahre in der Branche tätig. Durch seine markante und kräftige Stimme gelangte er zu zahlreichen Einsätzen und sprach unzählige, vielfältige Charaktere in vielen Filmen und Serien. Seine wohl bekannteste Rolle war die des Goofy in diversen Mickey-Maus-Serien und -Filmen, die er von 1987 bis 2021 synchronisierte. Außerdem sprach er mehrfach David Bradley (u. a. in Cyborg Cop und Cyborg Cop II), Xander Berkeley (in Rookie – Der Anfänger und Bulletproof) und Richard Norton (in Rage and Honor II und Deathfight). Des Weiteren übernahm er in der Serie Prison Break eine etwas größere Rolle, als er dem Schauspieler Christian Stolte in der Rolle des Gefängniswärters Keith Stolte in der ersten und zweiten Staffel seine Stimme lieh. Daneben war er in zahlreichen Produktionen in Nebenrollen zu hören.
Als Schauspieler wirkte Alich unter anderem in den Filmen Richy Guitar (1985) und In der Wüste (1987) mit. Außerdem war er 1986 in einer Folge der Fernsehserie Didi – Der Untermieter (ursprünglich: Die Nervensäge) zu sehen.
In den letzten Jahrzehnten seines Lebens lebte Alich in einer Altbauwohnung in Berlin-Zehlendorf. Er organisierte abseits seiner Synchrontätigkeiten verschiedene Aktivitäten, die Menschen zusammenbrachten, so unter anderem ein langjährig ausgetragenes Kneipenquiz, das viele begeisterte, sowie die Einführung eines Boule-Spiels in Zehlendorf Mitte, inklusive Meisterschaften.
Im Jahr 2023 hatte sich Alich aus gesundheitlichen Gründen aus der Synchronbranche zurückgezogen. Seine Rolle als Goofy musste er an Fabian Oscar Wien abgeben. Walter Alich starb nach schwerer Krankheit am 11. September 2024 im Alter von 69 Jahren.

## Sprechrollen (Auswahl)
Bill Farmer
- 1990: Der Prinz und der Bettelknabe als Goofy
- 1992: Goofy und Max (Fernsehserie) als Goofy
- 1992: Raw Toonage – Kunterbuntes aus der Trickkiste (Fernsehserie) als Goofy (Synchro 1995)
- 1995: Der Goofy Film als Goofy Goof
- 1999: Mickys fröhliche Weihnachten als Goofy
- 1999–2000: Neue Micky Maus Geschichten (Fernsehserie) als Goofy
- 2000: Goofy nicht zu stoppen als Goofy
- 2001: Mickys großes Weihnachtsfest – Eingeschneit im Haus der Maus als Goofy
- 2001: Verschwörung der Superschurken als Goofy
- 2001–2003: Mickys Clubhaus (Fernsehserie) als Goofy
- 2004: Der König der Löwen 3 – Hakuna Matata als Goofy
- 2004: Micky, Donald, Goofy – Die drei Musketiere als Goofy
- 2004: Mickys turbulente Weihnachtszeit als Goofy
- 2006–2016: Micky Maus Wunderhaus (Fernsehserie) als Goofy
- 2013–2019: Micky Maus (Fernsehserie) als Goofy
- 2017–2021: Micky und die flinken Flitzer (Fernsehserie) als Goofy
- 2020: Die wunderbare Welt von Micky Maus (Fernsehserie) als Goofy (1. Stimme, Staffel 1)
- 2021: Micky Maus: Das Märchen der zwei Hexen als Goofy

David Bradley
- 1993: Blood Warriors als Wes Healey
- 1993: Cyborg Cop als Jack Ryan
- 1994: Blood Run – Die geheimnisvolle Frau als Brad Kingsbury
- 1994: Cyborg Cop II als Jack Ryan
- 1996: Exit – Strip to Kill als Charles
- 1997: Final Crisis – Nur ein Killer weiss wie man überlebt als Alex
- 1997: Expect to Die als Dr. Vincent Macintyre

### Filme
- 1968: Für Edward Hardwicke in Ein Pechvogel namens Otley als Lambert (Synchro 1995)
- 1979: Für Francois Lalande in Doppelgänger wider Willen als Michel Bertheau (Synchro 1992)
- 1983: Für Danny Marks in Spaß am Copper Mountain als Gitarrist (Synchro 1995)
- 1983: Für Hal Smith in Mickys Weihnachtserzählung als Jacob Marley (Goofy) (2. Synchro 1999)
- 1986: Für Shōzō Iizuka in Dragon Ball – The Movie: Die Legende von Shenlong als Panjis Vater
- 1987: Für Tony Pope in Goofy im Fussballfieber als Sport Goofy (Synchro 1992)
- 1993: Für Bobby Rhodes in Die Rache des weißen Indianers als Williamson
- 1995: Für Sam J. Jones in Texas Payback als Lewis Gentry
- 1998: Für Tony Abatemarco in Liebe auf den ersten Schrei als Lucien
- 2000: Für Ron Cook in Chocolat... ein kleiner Biss genügt als Alphonse Marceau
- 2003: Für Marc Danbury in Johnny English – Der Spion, der es versiebte als Wachmann
- 2007: Stirb langsam 4.0 als Harry S. Truman
- 2009: Für Hugo Guinness in Der fantastische Mr. Fox als Nathan Bunce
- 2010: Für Antonello Cossia in Die Fahne der Freiheit als Giovanni Caruso
- 2016: Für Kevin Wiggins in Die glorreichen Sieben als Cowboy
- 2018: Für Richard Riehle in West of Hell – Express zur Hölle als Mr. Braxton

### Serien
- 1993–1994: Für Charlie Schlatter in Sonic the Hedgehog als Griff
- 1997: Für John Furey in X-Factor: Das Unfassbare als Robert Elgin Miller
- 1997–2004: Für Steven Culp in JAG – Im Auftrag der Ehre als Clayton Webb
- 2001: Für Fred Sanders in Malcolm mittendrin als Cynthias Vater
- 2003–2004: Für Rob Paulsen in Cosmo & Wanda – Wenn Elfen helfen als Mr. Birkenbake
- 2004–2009: Für Randall Winston in Scrubs – Die Anfänger als Sicherheitsmann Leonard
- 2005–2007: Für Christian Stolte in Prison Break als Gefängniswärter Keith Stolte
- 2008: Für Kirk B. R. Woller in Prison Break als Richard Sooter
- 2009: Für Isaac Kappy in Breaking Bad als Häftling
- 2016, 2018: Für David Grant Wright in Better Call Saul als Lynton

### Videospiele
- 2000: Star Trek: Voyager – Elite Force als Terranische Wache, Terranischer Schachspieler u. a.
- 2002: Kingdom Hearts als Goofy
- 2005: Madagascar als Wache 2
- 2006: Kingdom Hearts II als Goofy
- 2008: Disney Th!nk – Das Schnelldenker-Quiz als Goofy
- 2012: Micky Epic: Die Macht der 2 als Animatronic-Goofy / Rudi Ross
- 2015: Batman: Arkham Knight als Simon Stagg
- 2017: Injustice 2 als Brainiac

## Filmografie (Auswahl)
- 1985: Richy Guitar
- 1986: Die Nervensäge (TV-Serie)
- 1987: In der Wüste
- 1990: Die Richterin (Film)